# گلباف
گُلباف شهری است مرکز شهرستان گلباف در استان کرمان ایران قرار گرفته‌است. گلباف در فاصله ۱۲۵ کیلومترجنوب شرقی کرمان قرار دارد و دارای آب و هوای کوهستانی می‌باشد.

## پیشینه
بنا به استناد کتب تاریخی گلباف در ازمنه قدیم قلعه و برج و بارویی عظیم داشته و به تصرف سپاهیان محمود افغان نیز درآمده است همچنین در زمان حکومت زندیه از گلباف در تاریخ کرمان نامی به میان آمده‌است. قدمت گلباف به گفته بسیاری از مردم شهر بیش از هزار سال می‌باشد. در زمان حاضر تنها وجود درختان کهنسال سرو و چنار در گوشه و کنار شهر که ثروتهای آن به حساب می‌آیند نمادهایی هستند که می‌توان آثار دوران گذشته را در آن دید. وجود شبکه بسیار پیچیده قنوات نشانه یک نظام اقتصادی کهن و با سابقه است.

## آثار تاریخی
1. قلعه گلباف و آب خندق واقع در محله شاهپری
2. قلعه کشیت
3. مقبره امامزاده زید محمود واقع در روستای حرمک
4. مقبره سلطان حسن شاه واقع در روستای آبگرم
5. مقبره شاه شمس الدین واقع در محله رزنو گلباف
6. مقبره شیخ جنید واقع در گلباف جنب قلعه
7. مقبره شیخ مرتضی نیشابوری واقع در گلباف جنب منبع آب
8. مقبره سلطان ابوسعید ابوالخیر واقع در بهشت زهرا گلباف
9. مقبره حاج سید حسن خراسانی معروف به حاجآقا
10. قلعه تاریخی هشتادان واقع در روستای هشتادان
11. تپه‌های گزعلی مراد در شرق کشیت
12. آثار کوره‌های لعاب در شرق کشیت

## موقعیت جغرافیایی
این شهر در جنوب شرق کرمان قرار دارد و فاصله جاده‌ای آن با مرکز استان از مسیر بم و دوراهی نی بید ۱۲۵ کیلومتر و از جاده شهداد و سیرچ ۱۰۰ کیلومتر است، اما فاصله هوایی این شهرستان با کرمان کمتر از ۹۰ کیلومتر می‌باشد.

## کشاورزی
از محصولات کشاورزی که در گلباف تولید عمده را دارند می‌توان زردآلو اشاره کرد که بیشترین زردآلو استان را دارد. از دیگر محصولات این شهرستان می‌توان به زعفران ، گردو، انار ، نعناع ، ترخون، گل ختمی ؛ گل گاوزبان ؛ انگور ؛ هلو و خرما اشاره کرد.

## مناطق گردشگری
- آبگرم غدیر جوشان، درهٔ حسن‌آباد، بندر جوشان، کورهٔ باستانی دهوئیه، قلعهٔ هشتادان، چنارهای قدیمی محسن‌آباد، بیکندهای جوشان، بندرهشتادان، سرچشمه قنات و جلگهٔ فندقاع، جوی آترکان زمان‌آباد، قلعهٔ تاریخی گلباف، سرو کهنسال، مقبرهٔ شیخ جنید بغدادی استادشاه نعمت‌الله ولی، مقبرهٔ شاه شمس‌الدین فرزن شاه نعمت‌الله ولی، آبشار بیدوئیه، گلچین، کیک برفی، کوه‌های مریخی گلباف، سددهنه نسکی، قنات‌های گلباف، چشمهٔ آب بادحرمک، آبشار و امامزاده زید محمود حرمک، گلدان‌های طبیعی کشیت، باغات خرمای خشتوئیه، آبشار کشیت، قلعهٔ تاریخی کشیت، بزرگ‌ترین تپهٔ شنی جهان و کلوت‌های کشیت؛ آبشار کشیت یکی از نادرترین ابشارهای جهان که به درهٔ کشیت نیز معروف است و در پایین دست ان رودخانه کشیت قرار دارد از اب رودخانه برای کشاورزی و آشامیدن استفاده می‌شود.